# ينقول راجع

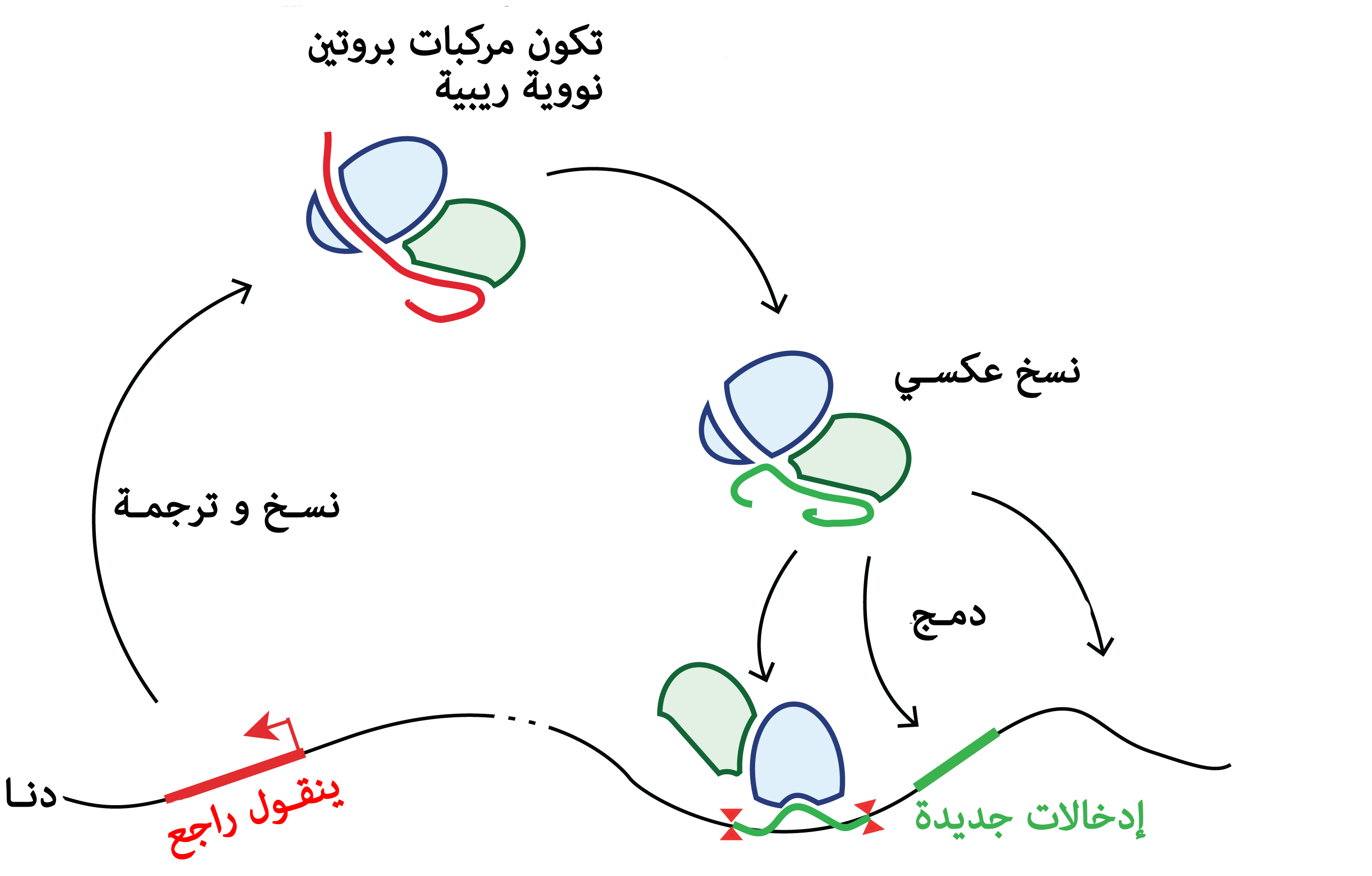
تمثيل بسيط لدورة ينقول راجع.

الينقولات الراجعة (وتسمى كذلك ينقولات عبر وسائط رنا) (بالإنجليزية: Retrotransposon )‏ هي عناصر وراثية قادرة على إدراج نفسها في الجينوم وهي مكونات شائعة للدنا لدى العديد من الكائنات حقيقيات النوى. تستخدم تسلسلات الدنا هذه آلية «نسخ ولصق» يتم خلالها ترجمتها أولا إلى جزيئات رنا، ثم تحويلها إلى تسلسل دنا مماثل باستخدام النسخ العكسي وبعدها يتم إدراج هذه التسلسلات في الجينوم في مواقع محددة.
تشكل الينقولات الراجعة أحد القسمين الفرعيين من الينقولات، والقسم الآخر هو ينقولات الدنا التي لا تتطلب وسيط رنا.
تتواجد الينقولات الراجعة بكثرة عند النبات خاصة؛ أي تمثل فيه النسبة الأكبر من الحمض النووي، فمثلا لدى الذرة 49-78% من جينومه عبارة عن ينقولات راجعة ، جينوم القمح 90% منه عبارة عن تسلسلات متكررة و68% منه عناصر متحركة ، لدى الثدييات نصف الجينوم تقريبا (45-48%) عبارة عن عناصر متحركة أو بقايا عناصر متحركة، وحوالي 42% من الجينوم البشري مكون من الينقولات الراجعة في حين أن 2-3% منه عبارة عن ينقولات دنا 